# Viktor Šuman
Viktor Šuman (13. července 1882 Libuň — 20. září 1933 Praha) byl český středoškolský pedagog, novinář, malíř, ilustrátor, překladatel a literární kritik, člen Sokola. Úspěšně se věnoval překladatelské činnosti, především ze skandinávských jazyků.

## Život
Narodil se vsi Libuň nedaleko Jičína ve východních Čechách. Po absolvování základního a středního vzdělání odešel studovat malbu a dějiny umění na Akademii výtvarných umění do bavorského Mnichova. Po návratu začal pracovat jako středoškolský profesor, hojně překládal, rovněž psal literární a výtvarné kritiky. Působil také jako výtvarný redaktor periodik Samostatnost a Pestrý týden, spoluredigoval umělecký měsíčník Dílo, přispíval také do deníku Národní listy. Po řadu let byl členem tělovýchovné jednoty Sokol, kde se angažoval jako cvičitel, ale mj. také jako textař sokolských písní (např. Hej prapore rudobílý).  
Zemřel 20. září 1933 na klinice dr. Hynka ve Všeobecné nemocnici v Praze II ve věku 51 let. Příčinou úmrtí byl zánět ledvin, kterým zde onemocněl během léčení žaludeční choroby.

## Dílo

### Překlady
Tvořil překlady děl z angličtiny, francouzštiny, ale především pak ze skandinávských jazyků. Byl iniciátorem vzniku knižních edic Severská knihovna a Severské perly, překládal také pro edici Světová knihovna nakladatelství J. Otty v Praze. Mezi jím překládané autory patřili mj. Henrik Ibsen, August Strindberg či Selma Lagerlöf. 